# Vairaatea
Vairaatea is een atol in de eilandengroep van de Tuamotuarchipel (Frans-Polynesië). Het atol hoort bestuurlijk tot de gemeente Nukutavake. In 2017 woonden er 50 mensen, voornamelijk in het dorp Ahuroa in het noorden. 

## Geografie
Vairaatea ligt 41 km ten oosten van het atol Nukutavake en 1050 km ten oosten van Tahiti. Het is rond en bijna driehoekig, met een lengte van 7 km en een breedte van 4 km. Het landoppervlak bedraagt 4,36 km². Er is een lagune met oppervlakte van 13 km², zonder bevaarbare doorgang naar zee. Het eiland is rijkelijk beplant met kokospalmen. Het regelmatige patroon van deze aanplantingen is met Google Earth goed te zien.  

## Geschiedenis
Volgens onderzoekingen uit de jaren 1930 en in 2009 zijn er diverse resten van prehistorische Polynesische bewoning op het eiland. De eerste Europeaan die het eiland vermeldde was de Spaanse zeevaarder Pedro Fernández de Quirós in 1606. Rond 1850 werd het eiland Frans territorium.  Vanaf het einde van de 19d eeuw tot in 1960 woonden er ongeveer 200 mensen.
Nog steeds is het maken van kopra de voornaamste economische activiteit op het eiland. Er is een administratief centrum (want er is geen geregelde verbinding met het atol Nukutavake) verder een kerkje en een basisschool.

## Ecologie
Er komen 34 vogelsoorten voor waaronder zes soorten van de Rode Lijst van de IUCN waaronder de phoenixstormvogel (Pterodroma alba) en de endemische tuamotujufferduif (Ptilinopus coralensis), zuidzeewulp (Numenius tahitiensis) en tuamotukarekiet (Acrocephalus atyphus).